# Van de Ven Olen-Moser
Van de Ven Olen-Moser oder Maufroy-Moser war ein belgisches professionelles Radsportteam, das nur 1982 bestand.

## Geschichte
Das Team wurde 1982 unter der Leitung von Robert Lauwers gegründet. Neben den Siegen konnte zweite Plätze beim Memorial Thijssen, beim Grote Geteprijs sowie Platz 8 bei Brüssel-Ingooigem und neunte Plätze beim Grote Prijs Stad Vilvoorde und beim E3 Prijs Harelbeke erreichen. Zudem konnte die Meta Volantes-Wertung bei der Vuelta a España gewonnen werden. Nach der Saison 1982 wurde das Team aufgelöst.
Der Hauptsponsor Maufroy konnte seinen Verpflichtungen nur bedingt nachkommen und deshalb wurde das Team vom belgischen Verband zum 31. März mit einem Startverbot belegt. Kurzfristig wurde mit dem belgischen Einrichtungshaus Van de Ven aus Olen ein neuer Hauptsponsor gefunden. Co-Sponsor war ein italienischer Radhersteller.

## Erfolge
1982
- Omloop der Vlaamse Ardennen-Ichtegem
- Grote Prijs Marcel Kint
- Sint-Denijs
- Textielprijs Vichte

## Weitere Platzierungen
| Grand Tour            | 1982 |
| --------------------- | ---- |
| Vuelta a EspañaVuelta | 63   |

## Bekannte ehemalige Fahrer
- Dirk Heirweg (1982)
- Patrick Lerno (1982)
- Willy Scheers (1982)